# James River Bridge
Le James River Bridge est un pont aux États-Unis. C'est un pont à poutres avec un pont levant au milieu. Avec ses 7 425 mètres, c'est le 56e pont le plus long du monde.